# Jaroslav Hellebrand
Jaroslav Hellebrand, född den 30 december 1945 i Prag, är en tjeckoslovakisk roddare.
Han tog OS-brons i scullerfyra i samband med de olympiska roddtävlingarna 1976 i Montréal.